# تاکویاما
تاکویاما (انگلیسی: Tokuyama) شرکت  صنایع شیمیایی ژاپنی است، که در سال ۱۹۱۸ تأسیس شد.